# رومئو پریرا دوس سانتوس
رومئو پریرا دوس سانتوس (به پرتغالی: Romeu Pereira dos Santos) هافبک اهل برزیل است که در شهر باهیا و در تاریخ ۱۳ فوریهٔ ۱۹۸۵ به دنیا آمده‌است.
رومئو پریرا دوس سانتوس در تیم‌های فوتبال Fluminense سابقهٔ حضور دارد.